# Charles Center (métro de Baltimore)
Charles Center est une station de métro américaine à Baltimore, dans le Maryland. Située le long de la seule ligne du métro de Baltimore entre Lexington Market et Shot Tower, elle a été mise en service le 21 novembre 1983.